# Light as Feathers
Light as Feathers is een Nederlandse film uit 2018. Het is de debuutfilm van regisseur Rosanne Pel en een semi-geïmproviseerde arthousefilm. De film speelt zich af in een Pools boerendorp en wordt gespeeld door Poolse amateuracteurs in de Poolse taal. De film behandelt het onderwerp seksueel geweld.
De film won de Prijs van de Nederlandse filmkritiek en de Prijs van het Forum van regisseurs tijdens het Nederlands Film Festival en de prijs van de jury in Brussel (BRIFF) en ging in wereldpremière op het Filmfestival van Toronto.